# المحك (برنامج)
المحك برنامج مسابقات يتنافس من خلاله المتسابقون في مختلف ميادين كالتاريخ، الأدب، الثقافة، العلوم، الفنون وغيرها من الميادين. وهو النسخة العربية من البرنامج الأمريكي العريق "Jeopardy" الذي اخترعه ميرف غريفن لصالح قناة «سي بي أس»، ويعرض منذ عام 1964 في الولايات المتحدة الأمريكية حتى يومنا هذا.
انطلق عربيا في 29 تشرين الثاني 2011 على قناة ام بي سي 1 وقدمه الأعلامي اللبناني إبراهيم أبو جودة وتم تسجيل حلقاته في مدينة بيروت.

## فكرة البرنامج
هذه المسابقة تختلف عن البقية لأنها تعطي للمتسابقين وهم ثلاثة في كل حلقة، الإجابة وعليهم إيجاد السؤال. يفوز المتسابق الذي يمتلك أكبر رصيد من المال في نهاية المسابقة. الأجوبة تظهر على كل دليل، ولكل واحد قيمة معينة من القليل حتى الكثير ويتراوح مستواها ما بين السهل والصعب. كما تظهر بعض الأدلة على شكل تقرير مصور. المسابقة تتألف من أربع جولات هي على النحو التالي:
- الجولة الأولى: تتألف هذه الجولة من ست فئات، كل فئة فيه خمسة أدلة؛
- الجولة الثانية: مسماة دابل جاباردي، وهي مثل الجولة السابقة ولكن قيمة الأدلة مضاعفة؛
- الجولة الثالثة: مسماة تريبل جاباردي، وتتألف من أربع فئات، كل مجال فيه خمسة أدلة وقيمة كل واحدة ضعفي القيمة الأساسية. هذه الجولة الفريدة من نوعها في ساعة واحدة شكل المقلاة النسخة العربية من اللعبة. في معظم إصدارات لعبة يذهب إلى الجولة النهائية.المتسابق الذي ليس لديه أي مبلغ في رصيده أو إذا كان الرصيد سلبي، فيستبعد من المنافسة؛
- الجولة الأخيرة: هذه الجولة حاسمة، فيها فئة واحدة ودليل واحد فقط. يتم كشف اسم الفئة وعلى المتسابقين تحديد المبلغ الذي يريدون أن يغامروا به قبل كشف الدليل. لديهم 30 ثانية لكي يكتبوا السؤال الذي يعتقدون أنه صحيح. يفوز صاحب أكبر مبلغ موجود في رصيده.

سلسلة الأرباح، وهي بالريال السعودي، المخصصة للأدلة في الجولات الثلاثة هي على النحو التالي:
| الجولة الأولى | الجولة الثانية | الجولة الثالثة |
| ------------- | -------------- | -------------- |
| 400           | 800            | 1.200          |
| 800           | 1.600          | 2.400          |
| 1.200         | 2.400          | 3.600          |
| 1.600         | 3.200          | 4.800          |
| 2.000         | 4.000          | 6.000          |

اللعب يبدأ مع المتسابق الواقف على الجهة اليسرى من المقدم، حيث يختار فئة وقيمة الدليل ولكن إمكانية الإجابة مفتوحة للبقية، من خلال الضغط على زر بأسرع وقت ممكن، الأسرع في الضغط يطرح السؤال وبحال عدم معرفته أو إعطاء جواب خاطئ، المجال مفتوح من جديد للمتسابقين الاثنين. المتسابق لديه سبع ثوان ليطرح السؤال. الإجابة الصحيحة تضيف قيمة الدليل لرصيد المتسابق والخاطئة تخسره القيمة من رصيده.
وبالجولات الثلاثة هناك ما يسمى «الدليل المضاعف»، وهو دليل خاص بالمتسابق الذي ضغط على الزر وعليه أن يختار مبلغا معينا من الموجود برصيده، يمكن أن يتراوح ما بين 100 ريال سعودي وكل المبلغ الموجود لديه، لكي يجازف به. الإجابة الصحيحة تضاعف المبلغ المختار وإن لم تكن صحيحة أو تأخر في إعطاء الجواب فيخسر هذه القيمة من رصيده. بحال كان رصيده صفر أو سلبي، المتسابق يختار إحدى القيم من قيم الأدلة لكي يلعب عليها.
إذا كان رصيد إحدى المتسابقين صفر أو سلببي في نهاية الجولة الثالثة، لا يحق له الانتقال إلى الجولة النهائية ويتم إيقصائه من المسابقة.

## المشتركون في البرنامج
| الحلقة            | تاريخ العرض          | المتسابق           | الدولة                   | الرصيد في الجولة الأخيرة |
| ----------------- | -------------------- | ------------------ | ------------------------ | ------------------------ |
| 1                 | 29 تشرين الثاني 2011 | همام زكريا         | مصر                      | 33.800                   |
| 1                 | 29 تشرين الثاني 2011 | عماد جنكيز         | سوريا                    | 1.900                    |
| 1                 | 29 تشرين الثاني 2011 | لطفي الشعبوني      | تونس                     | لا شيء                   |
| 2                 | 06 كانون الأول 2011  | محمد يحيى          | مصر                      | 38.789                   |
| 2                 | 06 كانون الأول 2011  | جعفر محمد          | البحرين                  | 100                      |
| 2                 | 06 كانون الأول 2011  | سميرة الداوودي     | الأردن                   | 600                      |
| 3                 | 13 كانون الأول 2011  | إيلي نصر           | لبنان                    | 18.500                   |
| 3                 | 13 كانون الأول 2011  | زكية مصطفى         | مصر                      | 3.500                    |
| 3                 | 13 كانون الأول 2011  | حسن زين العابدين   | الجزائر                  | 20.200                   |
| 4                 | 20 كانون الأول 2011  | خالد الأصيل        | سوريا                    | لا شيء                   |
| 4                 | 20 كانون الأول 2011  | جمال زكي           | مصر                      | لا شيء                   |
| 4                 | 20 كانون الأول 2011  | فؤاد أحمد          | الأردن                   | 63.600                   |
| 5                 | 27 كانون الأول 2011  | هند الزيادي        | تونس                     | 900                      |
| 5                 | 27 كانون الأول 2011  | فهد الغمدي         | السعودية                 | 4.800                    |
| 5                 | 27 كانون الأول 2011  | أيهم أحمد          | سوريا                    | لا شيء                   |
| 6                 | 03 كانون الثاني 2012 | هاشم الجحدلي       | السعودية                 | -                        |
| 6                 | 03 كانون الثاني 2012 | صفاء حسن           | مصر                      | -                        |
| 6                 | 03 كانون الثاني 2012 | سهيل شاكر          | الأردن                   | 60.000                   |
| 7                 | 10 كانون الثاني 2012 | عبد العزيز المقيطب | السعودية                 | -7.500                   |
| 7                 | 10 كانون الثاني 2012 | أحمد عطية          | مصر                      | 26.300                   |
| 7                 | 10 كانون الثاني 2012 | جلال الشيخ ديب     | سوريا                    | لا شيء                   |
| 8                 | 17 كانون الثاني 2012 | حسام مهيدات        | الأردن                   | 4.500-                   |
| 8                 | 17 كانون الثاني 2012 | حازم الاسكندراني   | مصر                      | 27.000                   |
| 8                 | 17 كانون الثاني 2012 | علي الاجاتي        | سوريا                    | 33.813                   |
| 9                 | 24 كانون الثاني 2012 | هشام شعبان         | الأردن                   | 13.700                   |
| 9                 | 24 كانون الثاني 2012 | أنطوان الفغالي     | لبنان                    | لا شيء                   |
| 9                 | 24 كانون الثاني 2012 | علي العنزي         | الكويت                   | 2.000-                   |
| 10 البطولة الأولى | 31 كانون الثاني 2012 | سهيل شاكر          | الأردن                   | 101.600                  |
| 10 البطولة الأولى | 31 كانون الثاني 2012 | محمد يحيى ذهني     | مصر                      | 98.200                   |
| 10 البطولة الأولى | 31 كانون الثاني 2012 | فؤاد أحمد          | الأردن                   | لا شيء                   |
| 11                | 07 شباط 2012         | أحمد الوادي        | سوريا                    | 50.800                   |
| 11                | 07 شباط 2012         | محمد صالح          | الإمارات العربية المتحدة | 48.800                   |
| 11                | 07 شباط 2012         | عمر أبوحـزم        | المغرب                   | 3.800                    |
| 12                | 14 شباط 2012         | عبد الله           | مصر                      | 6.801                    |
| 12                | 14 شباط 2012         | رضا                | السعودية                 | 3.800                    |
| 12                | 14 شباط 2012         | نورا               | تونس                     |                          |
| 13                | 21 شباط 2012         | شادي بشارة         | لبنان                    | 18.500                   |
| 13                | 21 شباط 2012         | نبهان الحسامي      | السعودية                 |                          |
| 13                | 21 شباط 2012         | سفيان يسار         | المغرب                   |                          |

## روابط خارجية
- المحك على موقع IMDb (الإنجليزية)
- المحك على موقع IMDb (الإنجليزية)
- المحك على موقع الموسوعة البريطانية (الإنجليزية)
- المحك على موقع روتن توميتوز (الإنجليزية)
- المحك على موقع نتفليكس (الإنجليزية)
- المحك على موقع كينوبويسك (الروسية)
- المحك على موقع قاعدة بيانات الفيلم (الإنجليزية)